# Бериславська міська рада
Берисла́вська міська́ ра́да — орган місцевого самоврядування Бериславської міської громади в Бериславському районі Херсонської області.

## Склад ради
Рада складається з 36 депутатів та голови.
- Голова ради: Шаповалов Олександр Миколайович
- Перший заступник голови: Шматов Сергій Володимирович
- Секретар ради: Чечіна Лариса Олександрівна

### Керівний склад попередніх скликань
| Прізвище, ім'я, по батькові     | Основні відомості                                               | Дата обрання | Дата звільнення |
| ------------------------------- | --------------------------------------------------------------- | ------------ | --------------- |
| Шаповалов Олександр Миколайович | Міський голова, 1957 року народження, освіта вища, безпартійний | 26.03.2006   | 31.10.2010      |
| Шаповалов Олександр Миколайович | Міський голова, 1957 року народження, освіта вища, безпартійний | 31.10.2010   |                 |

Примітка: таблиця складена за даними сайту Верховної Ради України

### Депутати
За результатами місцевих виборів 2010 року депутатами ради стали:

#### За суб'єктами висування
| Суб'єкт висування                                       | Кількість обраних депутатів | %    |
| ------------------------------------------------------- | --------------------------- | ---- |
| Партія регіонів                                         | 22                          | 61,1 |
| Комуністична партія України                             | 3                           | 8,3  |
| Народна партія                                          | 3                           | 8,3  |
| Політична партія «Сильна Україна»                       | 3                           | 8,3  |
| Політична партія Всеукраїнське об'єднання «Батьківщина» | 2                           | 5,6  |
| Політична партія «Фронт Змін»                           | 2                           | 5,6  |
| Єдиний Центр                                            | 1                           | 2,8  |

#### За округами
| № округу                                                | Прізвище, ім'я, по батькові       | Дата визнання обраним | Освіта             | Партійна приналежність                        | Відомості про обраного депутата                                                                                |
| ------------------------------------------------------- | --------------------------------- | --------------------- | ------------------ | --------------------------------------------- | --- |
| Єдиний Центр                                            |                                   |                       |                    |                                               | |
| 16                                                      | Зайченко Вадим Юрійович           | 05.11.2010            | вища               | член Єдиного Центру                           | Бериславський районний центр зайнятості, провідний спеціаліст                                                  |
| Комуністична партія України                             |                                   |                       |                    |                                               | |
| б/м                                                     | Морозова Наталія Борисівна        | 05.11.2010            | вища               | член Комуністичної партії України             | Бериславський районний будинок культури, режисер                                                               |
| б/м                                                     | Перунов Борис Олегович            | 05.11.2010            | вища               | член Комуністичної партії України             | Ново каховський «Укргидромех», слюсар                                                                          |
| б/м                                                     | Кузнєцов Олександр Анатолійович   | 05.11.2010            | середня            | член Комуністичної партії України             | Бериславський УВТК, слюсар                                                                                     |
| Народна Партія                                          |                                   |                       |                    |                                               | |
| б/м                                                     | Шматов Сергій Володимирович       | 05.11.2010            | вища               | позапартійний                                 | Бериславська міська рада, перший заступник міського голови                                                     |
| 10                                                      | Чечіна Лариса Олександрівна       | 05.11.2010            | вища               | позапартійна                                  | Бериславська міська рада, заступник міського голови                                                            |
| 14                                                      | Бездєнєжних Олександр Миколайович | 05.11.2010            | вища               | член Народної партії                          | пенсіонер |
| Партія регіонів                                         |                                   |                       |                    |                                               | |
| б/м                                                     | Шаповалова Наталія Юріївна        | 05.11.2010            | вища               | член Партії регіонів                          | Бериславський педагогічний коледж, викладач                                                                    |
| б/м                                                     | Лужецька Світлана Олександрівна   | 05.11.2010            | вища               | позапартійна                                  | Державна податкова інспекція, начальник                                                                        |
| б/м                                                     | Лященко Марина Борисівна          | 05.11.2010            | вища               | член Партії регіонів                          | Бериславський педагогічний коледж, завідувачка відділення                                                      |
| б/м                                                     | Данильченко Олександр Григорович  | 05.11.2010            | вища               | позапартійний                                 | тимчасово не працює                                                                                            |
| б/м                                                     | Мус Тетяна Дмитрівна              | 05.11.2010            | вища               | член Партії регіонів                          | Дитячий оздоровчий заклад «Старт», начальник                                                                   |
| б/м                                                     | Шаповалов Віталій Віталійович     | 05.11.2010            | вища               | член Партії регіонів                          | Бериславська загальноосвітня школа № 3, вчитель                                                                |
| б/м                                                     | Федоренко Дмитро Павлович         | 05.11.2010            | вища               | член Партії регіонів                          | Бериславський педагогічний коледж, інженер з охорони праці                                                     |
| б/м                                                     | Горбатов Дмитро Анатолійович      | 05.11.2010            | вища               | член Партії регіонів                          | Бериславська районна санітарно-епідеміологічна станція, завідувач дезинфекційного відділу                      |
| 1                                                       | Зленко Володимир Володимирович    | 05.11.2010            | вища               | позапартійний                                 | КЗ «Бериславська ЦРЛ», завідувач відділення                                                                    |
| 2                                                       | Тищенко Ірина Сайдулівна          | 05.11.2010            | вища               | позапартійна                                  | приватний підприємець                                                                                          |
| 3                                                       | Литвиненко Наталія Миколаївна     | 05.11.2010            | вища               | член Партії регіонів                          | КЗ «Бериславська ЦРЛ», медична сестра                                                                          |
| 5                                                       | Гайдай Світлана Віталіївна        | 05.11.2010            | вища               | член Партії регіонів                          | Бериславська загальноосвітня школа № 5, вчитель                                                                |
| 6                                                       | Щербина Василь Васильович         | 05.11.2010            | вища               | позапартійний                                 | приватний підприємець                                                                                          |
| 7                                                       | Дробот Наталія Андріївна          | 05.11.2010            | вища               | член Партії регіонів                          | Бериславський районний історичний музей, науковий співробітник                                                 |
| 8                                                       | Ільяшенко Олександр Семенович     | 05.11.2010            | вища               | член Партії регіонів                          | ВАТ «Бериславський машинобудівний завод», начальник відділу постачання                                         |
| 9                                                       | Золотой Федір Михайлович          | 05.11.2010            | вища               | член Партії регіонів                          | ВАТ «Бериславський машинобудівний завод», начальник цеху                                                       |
| 11                                                      | Розломій Олександр Михайлович     | 05.11.2010            | вища               | позапартійний                                 | Бериславська районна санітарно-епідеміологічна станція, помічник санітарного лікаря                            |
| 12                                                      | Лафазанов Дмитро Пантелійович     | 05.11.2010            | вища               | позапартійний                                 | Бериславська міжрайонна дільниця рибоохорони, начальник                                                        |
| 13                                                      | Корибут Валерій Петрович          | 05.11.2010            | вища               | член Партії регіонів                          | Бериславська загальноосвітня школа № 3, директор                                                               |
| 15                                                      | Кліандров Олександр Олексійович   | 05.11.2010            | вища               | член Партії регіонів                          | Бериславський РВ ГУ МНС України, начальник                                                                     |
| 17                                                      | Чумачов Олександр Миколайович     | 05.11.2010            | вища               | член Партії регіонів                          | Бериславськерайонне управління юстиції, спеціаліст                                                             |
| 18                                                      | Сірик Любов Анатоліївна           | 05.11.2010            | вища               | позапартійна                                  | приватний підприємець                                                                                          |
| Політична партія Всеукраїнське об'єднання «Батьківщина» |                                   |                       |                    |                                               | |
| б/м                                                     | Суховій Юрій Васильович           | 05.11.2010            | середня            | член Всеукраїнського об'єднання «Батьківщина» | приватний підприємець                                                                                          |
| б/м                                                     | Даниленко Світлана Василівна      | 05.11.2010            | середня            | член Всеукраїнського об'єднання «Батьківщина» | ВАТ «Бериславський машзавод», комірник                                                                         |
| Політична партія «Сильна Україна»                       |                                   |                       |                    |                                               | |
| б/м                                                     | Сенченкова Людмила Василівна      | 05.11.2010            | вища               | член Політичної партії «Сильна Україна»       | Комунальний заклад «Бериславське медичне училище» Херсонської облради, заступник директора з навчальної роботи |
| б/м                                                     | Мягка Тетяна Миколаївна           | 05.11.2010            | середня спеціальна | член Політичної партії «Сильна Україна»       | Цех телекомунікаційних послуг № 12 ХФ ВАТ «Укртелеком», заступник начальника Цеху з питань продажу послуг      |
| 4                                                       | Сугак Валентин Анатолійович       | 05.11.2010            | вища               | член Політичної партії «Сильна Україна»       | КЗ «Бериславське медичне училище», викладач                                                                    |
| Політична партія «Фронт Змін»                           |                                   |                       |                    |                                               | |
| б/м                                                     | Зарішнюк Владислав Степанович     | 05.11.2010            | вища               | член Політичної партії «Фронт Змін»           | приватний підприємець                                                                                          |
| б/м                                                     | Дробиш Андрій Миколайович         | 05.11.2010            | вища               | позапартійний                                 | старший інспектор, рВ ГУМНС України в Херсонській області                                                      |